# Joseph Forte
Joseph Xavier "Joe" Forte (Atlanta, Georgia; 23 de marzo de 1981) es un exjugador de baloncesto estadounidense que disputó dos temporadas en la NBA, desarrollando el resto de su carrera en equipos europeos. Con 1,91 metros de estatura, jugaba en la posición de escolta.

## Trayectoria deportiva

### High School
Forte asistió al DeMatha Catholic High School en Hyattsville, Maryland. Allí fue entrenado por el legendario entrenador de instituto Morgan Wootten y compartió equipo con Keith Bogans. Forte fue nombrado Washington Post All Met Basketball Player of the Year en su año sénior en 1999 y disputó el McDonald's All American.

### Universidad
En la universidad pasó dos años con los Tar Heels de la universidad de North Carolina. En su primera temporada promedió 16,7 puntos y 5,5 rebotes en 36 partidos y fue galardonado con el Rookie del Año de la Atlantic Coast Conference y nombrado Jugador Más Destacado de la South Regional de la NCAA tras liderar al equipo a la Final Four de la NCAA. También fue elegido en el segundo mejor quinteto de la conferencia, en el mejor quinteto de freshman de la ACC y en el mejor equipo de freshman del All-America. También batió el récord de más puntos anotados por un freshman (600) en North Carolina que mantenía Sam Perkins con 550 desde 1981. En su segunda campaña continuó progresando, ganando el premio al mejor jugador del año de la ACC y formando parte del primer equipo del All-America, siendo el cuarto sophomore en la historia de North Carolina en conseguirlo tras Michael Jordan, J.R. Reid y Jerry Stackhouse. Junto a Casey Jacobsen de Stanford fue nombrado escolta del año por la ESPN y entró en el mejor quinteto del torneo de la ACC. Lideró a los Tar Heels en anotación (20,9 puntos por partido, 19.º en la nación), en porcentaje de tiros libres (85,3%), en triples anotados (55) y en robos de balón (67). Ante Tulsa anotó 38 puntos, rompiendo el récord de más puntos en el Smith Center, y fue elegido MVP del NABC Classic.
Después de brillar individualmente en la NCAA, Forte decidió dar el salto a la NBA y se declaró elegible para el Draft de 2001.

### Profesional
En el Draft de la NBA de 2001 fue escogido por Boston Celtics en la 21.ª posición. Nada que ver con la universidad, el rol de Forte en la NBA fue marginal, jugando 8 partidos en su primera campaña con los Celtics y promediando 0.8 puntos en 4.9 minutos por encuentro. En la siguiente temporada los Celtics le enviaron a Seattle SuperSonics junto con Vitaly Potapenko y Kenny Anderson a cambio de Vin Baker y Shammond Williams. En los Sonics no cambió nada, disputó 9 partidos más que el anterior año y a final de temporada fue cortado debido a problemas de actitud y legales.
Tras pasar un año en blanco probó fortuna en Asheville Altitude de la NBA D-League, equipo con el que ganó el campeonato. 
Posteriormente se marchó a Europa, jugando en el Apollon Patras BC griego, en el Montepaschi Siena italiano (con el que se proclamó campeón de liga), en el UNICS Kazán ruso y en el Fortitudo Bologna, antes de fichar en diciembre de 2008 por el Snaidero Udine de Italia.

## Estadísticas de su carrera en la NBA

### Temporada regular
| Temporada | Edad | Equipo              | Liga | P  | TIT | MIN | TC  | TCA | %TC  | 3P  | 3PA | %3P  | TL  | TLA | %TL   | R.OF. | R.DEF. | REB | ASIS | ROB | TAP | PER | FP  | PTS |
| 2001-02   | 20   | Boston Celtics      | NBA  | 8  | 0   | 4.9 | 0.1 | 1.5 | .083 | 0.0 | 0.4 | .000 | 0.5 | 0.5 | 1.000 | 0.1   | 0.6    | 0.8 | 0.8  | 0.3 | 0.0 | 0.4 | 0.1 | 0.8 |
| 2002-03   | 21   | Seattle SuperSonics | NBA  | 17 | 0   | 5.1 | 0.6 | 2.1 | .286 | 0.0 | 0.2 | .000 | 0.2 | 0.4 | .667  | 0.2   | 0.4    | 0.6 | 0.6  | 0.2 | 0.0 | 0.6 | 0.4 | 1.4 |
| Total     |      |                     | NBA  | 25 | 0   | 5.0 | 0.4 | 1.9 | .234 | 0.0 | 0.2 | .000 | 0.3 | 0.4 | .800  | 0.2   | 0.5    | 0.7 | 0.7  | 0.2 | 0.0 | 0.5 | 0.3 | 1.2 |